# ناثان ويليام
ناثان ويليام (بالإنجليزية: Nathan Hale)‏ هو صحفي أمريكي، ولد في 16 أغسطس 1794، وتوفي في 9 فبراير 1863.